# 베른 협약

베른 협약 조인국

문학·예술적 저작물의 보호를 위한 베른 협약(프랑스어: Convention de Berne pour la protection des œuvres littéraires et artistiques)은 저작권 보호에 관한 기본 조약이다.
협약은 저작물이 외국에서 보호받아야 할 최소 조건을 규정한다.
베른협약은 1886년 스위스 베른에서 체결되고 이후 여러차례 개정됐다.
발효중인 것은 1971년에 개정된 파리의정서(Acte de Paris)로,
모두 38개조와 부속서 6개조로 이루어지며,
세계지적재산권기구(WIPO)에서 관리한다.
이 협약을 보충하는 조약으로 세계지적재산권기구 저작권조약(WCT)이 있다.

## 역사

### 협약 체결까지
베른 협약은 저작권에 관한 최초의 다자조약 가운데 하나다.
19세기 들어 유럽 각국이 법으로 자국민의 저작물을 보호함에 따라, 외국에서의 무단 출판이 문제로 대두됐다.
각국은 양자조약을 맺어 저작권을 보호하려 했으나, 점차 다자조약의 필요성이 제기됐다.
19세기 중엽부터 국제적인 노력이 이어졌다. 문학·예술인들이 결성한 국제문예협회(ALAI)의 요청으로
1884년부터 해마다 베른에서 국제회의가 열리게 된다.
1886년에는 9월 6일부터 베른에서 회의가 열려 스위스, 독일, 라이베리아, 벨기에, 아이티, 에스파냐, 영국, 이탈리아, 튀니지, 프랑스 등 10개국 대표가 모였고, 9월 9일 협약에 서명했다.
그중 라이베리아와 아이티를 제외한 여덟 나라가 비준, 1887년 12월 5일에 발효됐다.
이때 영국 식민지인 남아프리카, 뉴질랜드, 인도, 캐나다, 호주 등에도 협약이 적용됐다.
협약 행정을 맡은 사무국은 1893년 파리협약 사무국과 통합해, 베른에 국제사무국(BIRPI)을 세웠다.
이 사무국은 1960년 제네바로 옮긴다.

### 체결 이후
베른협약은 1896년 5월 4일 파리에서 보충됐고,
다시 1908년 11월 13일 베를린에서 개정, 1914년 3월 20일 베른에서 보충됐다.
이어 1928년 6월 2일 로마에서 개정됐고,
1948년 6월 26일 브뤼셀 개정에서는 저작물에 영화, 사진, 응용미술이 더해졌다.
1967년 7월 14일 스톡홀름 개정 때는 국제사무국을 개편키로 결정, 그해 세계지재권기구가 설립됐다. 지재권기구는 1974년 유엔 전문기구가 된다.
1971년 7월 24일 파리 개정에서는, 스톡홀름의정서에 이어 개도국에 관한 규정을 만들었다.
파리의정서는 1974년 10월 10일 발효됐고, 1979년 9월 28일 22조·23조가 개정됐다.
베른협약은 1952년 이래 세계저작권협약(UCC)과 병립해왔다.
세계저작권협약은 베른협약보다 저작권을 상대적으로 약하게 보호하고 있었다.
1994년 세계무역기구 무역관련 지재권에 관한 협정(트립스)이 베른협약을 준거로 삼고, 세계저작권협약 가입국을 비롯 대부분의 나라가 베른협약에 가입함으로써(미국 1988년, 러시아 1994년 가입), 베른협약이 저작권 기본조약 역할을 하게 된다.
2014년 기준, 협약에는 167개국이 가입해있다.
가입국이 늘어나면서 만장일치에 의한 조약 개정이 어려워진 한편
인터넷 확산 등에 따른 저작권 문제를 해결하기 위해, 1996년 베른협약 특별협정으로 세계지재권기구 저작권조약이 체결됐다.

### 한국
대한민국은 1995년 트립스가 발효한 이후, 1996년 5월 21일 베른협약 가입서를 기탁, 8월 21일에 조약 제1349호로 발효됐다.
조선민주주의인민공화국은 2003년 1월 28일 협약에 가입했고, 4월 28일 발효됐다.

## 파리의정서 내용
의정서는 보호받는 권리 등을 규정한 부분(1~21조), 조직 구성과 가입, 개정 등에 관한 부분(22~38조), 개도국에 관한 부속서로 나뉜다.

### 제1조~제21조
베른협약은 프랑스 등 대륙법의 영향으로 재산권 외에 인격권을 따로 규정하고 있다.
베른협약에는 일반적인 ‘배포권’ 규정이 없다.
협약이 규정하는 보호는 최소한의 것이다.
각국은 더 넓은 범위로, 더 오래 보호할 수 있다.
저작물
표현 형태·방식이 어떻든 문학·학술·예술 범위에 속하는 모든 제작물(지적 창작물)
문서, 연술, 연극·악극, 무용, 음악, 영화, 미술·건축, 사진, 응용미술, 도형
유형적 형태로 고정되어야 하는지 여부는 각국법에 따름
저작물의 본국
저작물이 처음 발행된 곳, 미발행 저작물의 저작자의 본국
영화저작물: 제작자 주사무소가 있는 곳
건축저작물: 소재지
권리 향유
자국민 대우: 외국인 저작자에게 자국민과 같은 권리 부여
무방식주의: 어떤 방식(등록이나 저작권기호 © 같은)을 따를 필요 없음—저작되자마자 자동적으로 보호
본국에서 보호받는지와 무관
재산권
저작물을 이용할 배타적 권리
복제
연극·악극·음악의 실연, 연극·악극 번역물의 실연
공중전달(방송)
문학저작물과 그 번역물의 낭송
개작(번역·각색·편곡)
영화적 각색과 복제 및 그 배포·공개실연·공중전달
원미술저작물과 작사·작곡 원고의 재판매
보호기간
저작자(공동저작물은 마지막 저작자) 사망 후 50년까지
기간이 지나면 소멸
각국은 이 기간보더 더 길게 보호할 수 있음
본국에서 정한 기간을 넘지 않음
인격권
저작자라고 주장할 권리, 명예를 해치는 저작물 훼손에 이의제기할 권리
보호기간: 적어도 재산권 만기까지
특별한 경우의 복제(저작권 제한)
저작물의 통상적 이용과 충돌하지 않고 저작자의 합법적 이익을 불합리하게 해치지 않아야

### 제22조~제38조
22~26조
총회
집행위원회: 총회에서 선출한 국가로 구성
세계지재권기구 사무총장과 국제사무국
27~38조
가입코자 하는 나라는 가입서를 사무총장에게 기탁
해석시 프랑스어본 우선

### 부속서
개도국 특별조항. 번역권, 복제권 등에 관한 특권.

## 같이 보기
- 산업재산권
- 지식재산권
- 인용

## 참고
- (영어) 마이클 블레이크니, 〈산업재산권 국제 보호: 파리협약에서 트립스협정까지〉, 세계지재권기구 지재권 세미나, 카이로, 2003-02.
- (영어) 협약 가입국, 세계지재권기구, 2015-107